# Смерть (персонаж)

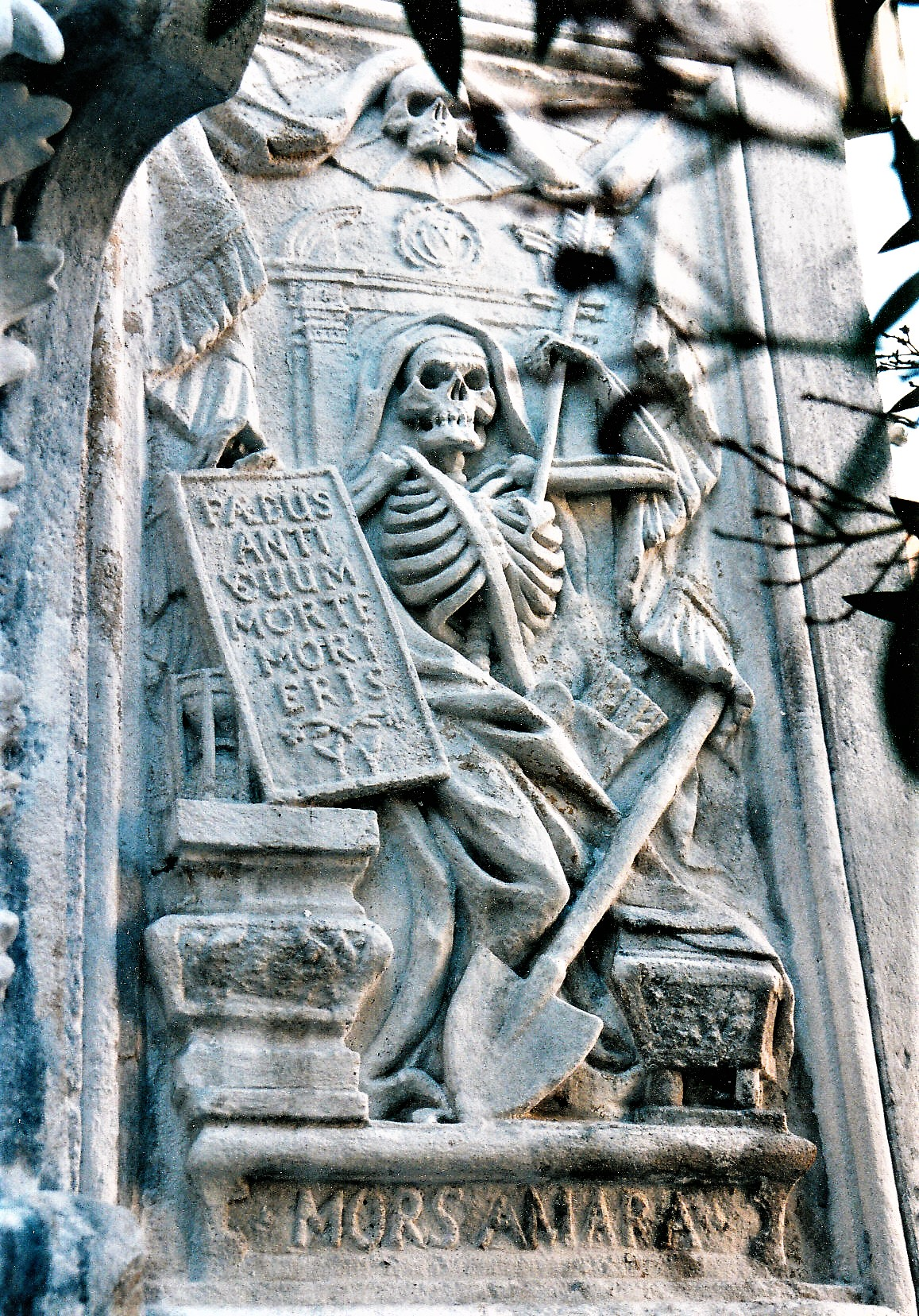
Абатство Дюрнштайн, «Смерть»

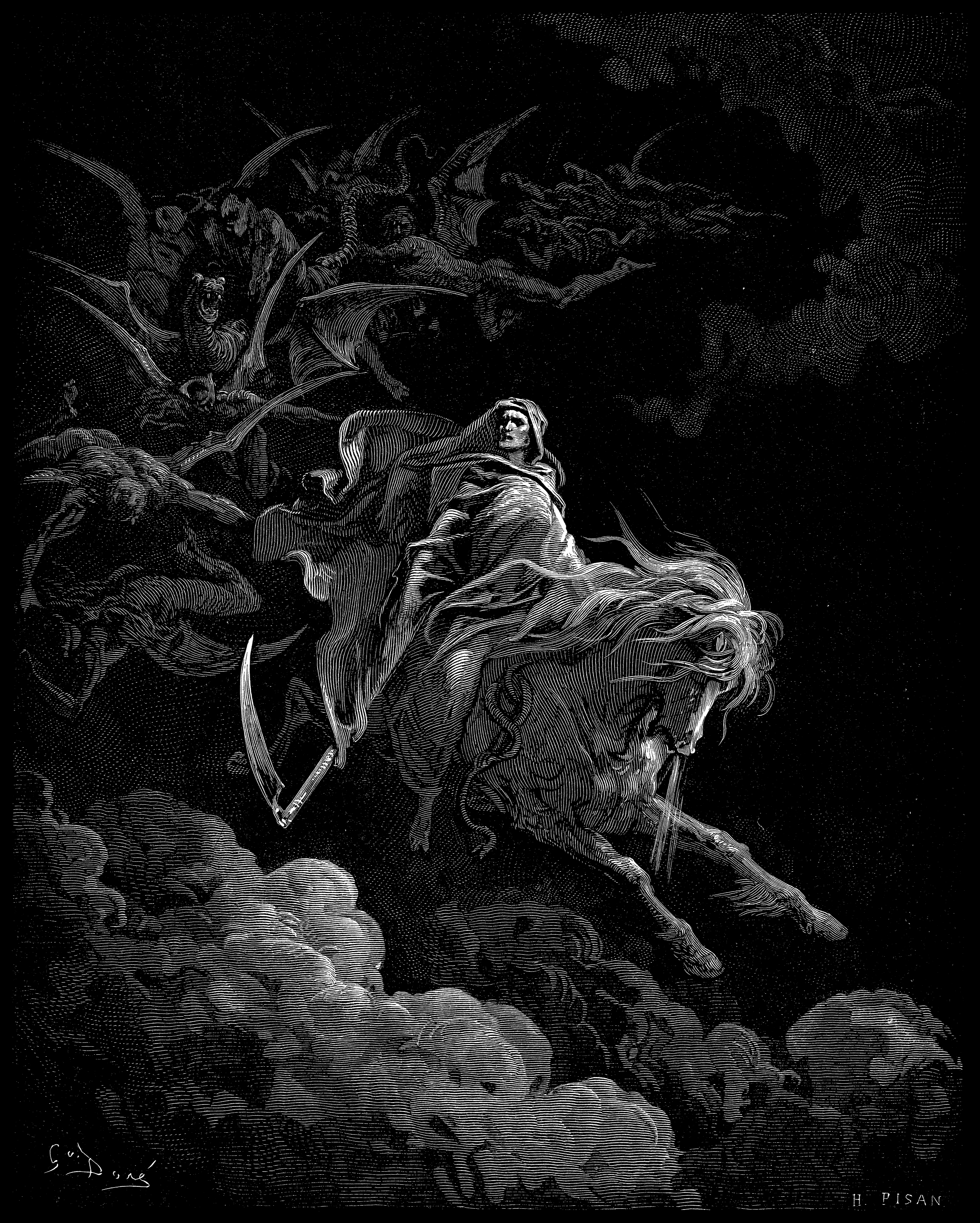
«Вершник Смерть». ГравюраГюстава Доре, 1865 р.

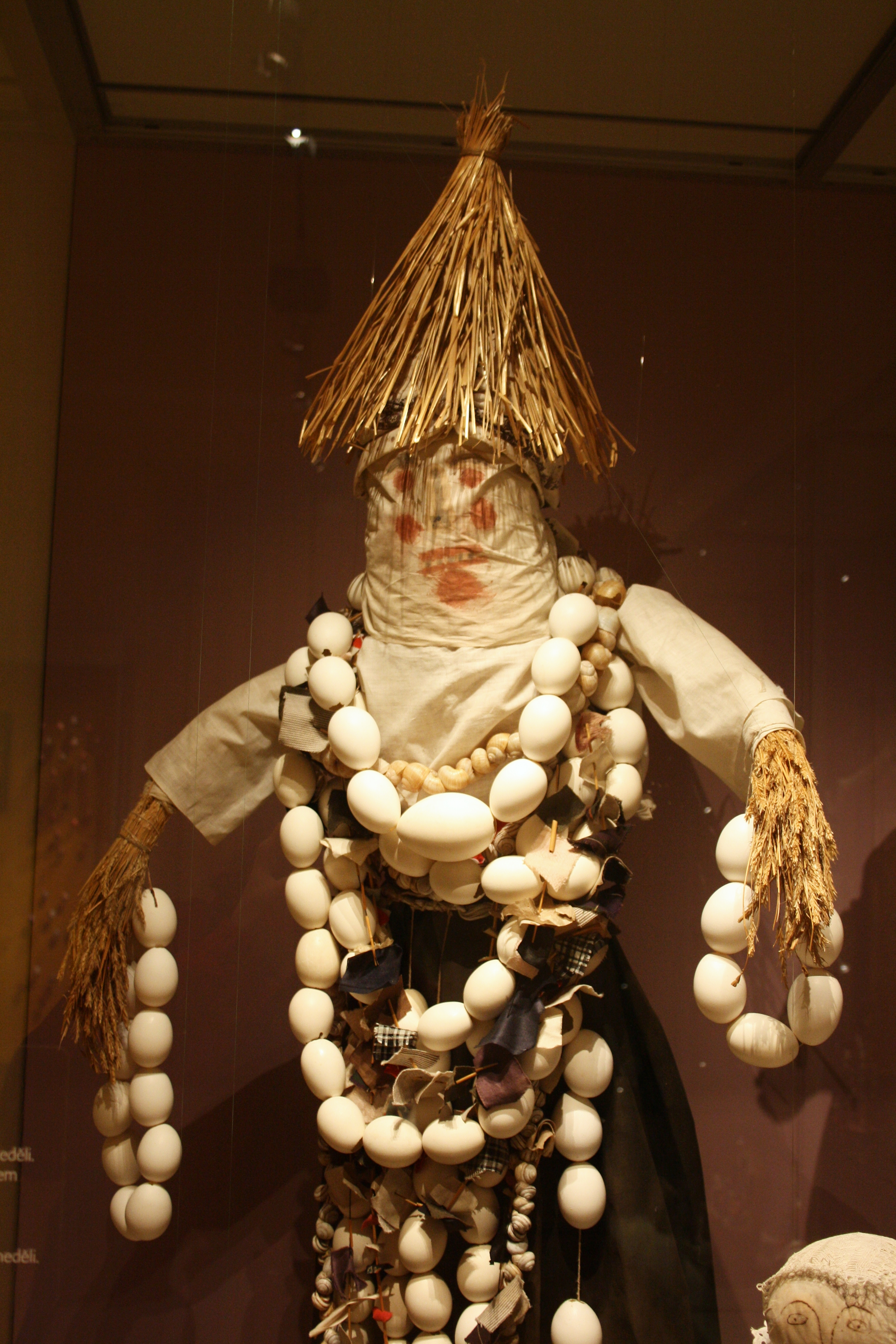
Опудало Мари в Чехії.

Образ смерті — персоніфікація смерті у вигляді певної фізичної істоти.
Смерть як персонаж зустрічається в міфах, легендах і релігіях усіх світових культур, починаючи з незапам'ятних часів. У європейській (і, зокрема, українській) культурі смерть часто зображується у вигляді скелета з косою. В західній культурі персоніфікація смерті відома як «Похмурий Жнець» (англ. Grim Reaper).

## Походження образу
Американський психолог Ірвін Ялом пояснював, що персоніфікація смерті виникає в дитинстві через усвідомлення реальності смерті та прагнення якось її контролювати. Смерть розглядається як людська фігура, здатна вирішити, хто помре, а отже виникає уявлення, що на неї можна вплинути та змінити її рішення.
Стать персоніфікації смерті не завжди пов'язана з граматичним родом слова «смерть».
Французький мистецтвознавець Андре Мальро запропонував підставу, згідно з якою смерть у культурі постає в чоловічому чи жіночому образі. Персоніфікація смерті у подобі чоловіка виникає в патріархальних суспільствах, а в подобі жінки — в матріархальних. Тобто, образ смерті визначається тим, представники якої статі розпоряджаються благами, адже смерть настає через втрату благ: їжі, захисту, опіки.

## В культурах світу
Майже всі персоніфікації смерті виконують функцію відділення душі від тіла, що спричиняє припинення життя.
У багатьох політеїстичних цивілізаціях функції смерті виконують окремі божества. Зазвичай у кожній релігії існував бог-психопомп, провідник душ у царство смерті і бог-господар підземного світу: Анубіс (Стародавній Єгипет), Танатос (Стародавня Греція), Плутон (Стародавній Рим), Гель (Германо-скандинавська міфологія), Грох (Вірменська міфологія), Енма (синтоїзм), Яма (індуїзм).
Стародавні греки персоніфікували смерть як бога Танатоса. З ним пов'язані Аїд — володар підземного світу, Харон — перевізник душ і мойра Антропос, яка визначає тривалість життя.
В юдаїзмі, християнстві та ісламі смерть персоніфікується як Ангел Смерті. Найчастіше це Азраїл, в юдаїзмі також буває Самаїл. Смерть — єдиний з вершників Апокаліпсису, що згадується за ім'ям.
З XIV ст. у Європі поширився образ Похмурого Женця (Grim Reaper, Der Gevatter Tod) — скелета чи розкладеного трупа в темному одязі з капішоном і з косою чи серпом, якими він «жне» душі. Поява цього образу пов'язана з епідемією чуми 1347—1351 років. Похмурий Жнець чоловічої статі, хоча в деяких європейських народів (іспанців, французів, у слов'янських народів) персоніфікація смерті — жінка.
Образ Похмурого Женця поділяє зовнішність з давньогрецьким Кроносом і давньоримським Сатурном, які зображалися з серпом або косою. В цьому випадку сільсько-господарське знаряддя має подвійний символізм: воно є символом життя (врожаю) та його завершення.
У Похмурого Женця коса чи серп вказує також на раптовість смерті — подібно як швидко зрізають стебла рослин, так смерть забирає людей. Його атрибутом може слугувати пісочний годинник як символ скінченності життя, чорний ворон, візок із камінням.
Похмурий Жнець популярний також у американській культурі. В мексиканців смерть уособлює жінка-скелет Санта Муерте, Худа Пані, Біла Сестра чи навіть Божа Матір.
Крім того смерть описується через метафори, де називається невблаганним суддею, подругою, товаришем, який завжди поруч.

### Смерть в українській культурі

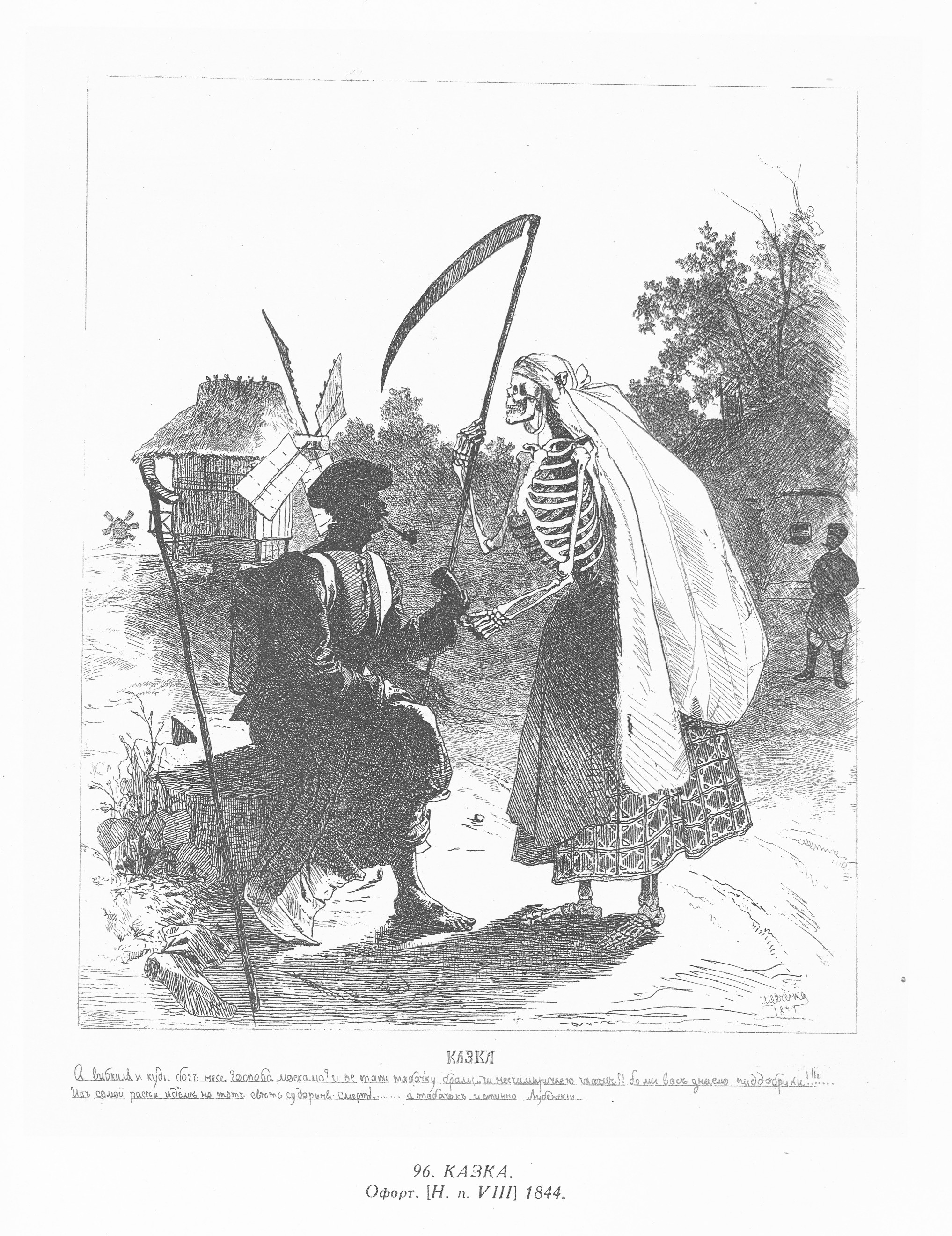
Смерть говорить до солдата. Офорт Тараса Шевченка, 1844 р.

Витоки українських уявлень про смерть містяться в загальнослов'янських віруваннях. Бог Велес, подібно до давньогрецького Аїда, уявлявся володарем усього підземного, зокрема похованих мерців. Тоді як конкретно смерть могли уособлювати Мара чи Желя. Саме слово «смерть» утворене від праіндоєвропейського кореня *mrk- зі значенням «чорнити», «темнити» (звідти ж слова «морок», «хмара», «марати»). Разом з тим смерть часто асоціюється з білим кольором.
Смерть в українській культурі зустрічається в різних образах. Традиційно її зображують у вигляді старої кістлявої жінки з косою, загорнену в біле простирадло. Іноді має власне ім'я — Ки́рпа. Вона може поставати крім того як жінка з білою шкірою та палаючими очима; як тварина білого кольору (особливо собака). Смерть мешкає десь далеко серед снігів, або в печері, де тримає свічки, кожна з яких означає живу людину. Людина, що скоро помре, може побачити Смерть. Смерть нічого не робить на свій розсуд, вона забирає життя в присуджений час, а тому невблаганна.
У казках на кшталт «Як чоловік кумався зі смертю» Смерть радить чоловікові стати лікарем і підказує йому хто з хворих помре, а хто виживе. Та чоловік порушує умову не брати грошей з бідняків. Потім він декілька разів обдурює Смерть, яка прийшла за ним, щоб подовжити життя щоразу ще на рік. Зрештою Смерть перемагає. В казці «Бідний чоловік і смерть» чоловік ув'язнює Смерть у люльці для куріння. Звільнившись, Смерть проклинає чоловіка, щоб він старів, але не міг померти, поки з нього не зостануться самі кістки. В іншій казці Смерть відправляє чоловіка, що скористався її порадою для накопичення несправедливого багатства, до пекла, де він буде вічно зі своїми статками.
Крім того, зустрічаються й інші уособлення смерті. Зокрема, образ смерті як птиці-качки, що перетинає водне плесо, зустрічається в тужливій народній пісні Пливе кача по Тисині, яка стала широковідомою під час реквієму за загиблими учасниками Революції гідності[джерело?].

### Масова культура
- Сініґамі (Японія)
- Калавера Катріни